# Sjöalyckesjön
Sjöalyckesjön är en sjö i Aneby kommun i Småland och ingår i Motala ströms huvudavrinningsområde. Sjön har en area på 0,238 kvadratkilometer och ligger 282 meter över havet.

## Delavrinningsområde
Sjöalyckesjön ingår i det delavrinningsområde (641283-143970) som SMHI kallar för Mynnar i Anebysjön. Medelhöjden är 262 meter över havet och ytan är 52,84 kvadratkilometer. Det finns inga delavrinningsområden uppströms utan avrinningsområdet är högsta punkten. Kliarydsån som avvattnar avrinningsområdet har biflödesordning 3, vilket innebär att vattnet flödar genom totalt 3 vattendrag innan det når havet efter 204 kilometer. Delavrinningsområdet består mestadels av skog (65 procent) och jordbruk (16 procent). Avrinningsområdet har 1,14 kvadratkilometer vattenytor vilket ger det en sjöprocent på 2,2 procent. Bebyggelsen i området täcker en yta av 0,84 kvadratkilometer eller 2 procent av avrinningsområdet.